# Bourbonia bifasciata
Bourbonia bifasciata – gatunek chrząszcza z rodziny kózkowatych i podrodziny zgrzypikowych. Jedyny przedstawiciel rodzaju Bourbonia.

## Zasięg występowania
Gatunek ten występuje w Afryce.